# VII Triennale di Milano
La VII Triennale di Milano si tenne nel 1940, nel pieno della seconda guerra mondiale e quindi in un clima di crisi politica, economica e sociale. La Triennale - dopo l'avvento del fascismo - ebbe un compito ben definito nella vita dell'Italia fascista. La Triennale si adoperò per valorizzare la casa operaia, le colonie marine, il cinema, l'arte, la stazione ferroviaria, l'aeroporto, gli oggetti di uso quotidiano. Palazzo dell'arte, Padiglione, il parco e la Galleria laterale ospitano gli allestimenti dei progettisti, dei pittori e degli scultori che parteciparono all'esposizione di Milano.

## Introduzione
La Triennale ebbe da sempre un compito fondamentale nell'Italia fascista, e ha risolto innumerevoli problemi inerenti alla vita moderna.
La VII Triennale si adopera per valorizzare uomini e materiali, estetica e autarchia, andando verso il popolo con progetti, lavori artigiani e industriali, con perfezionamenti tecnici e proposte estetiche. Tutta la sezione di architettura, l'arredamento dell'albergo, dell'ufficio e della nave, le sezioni delle scuole d'arte sono aspetti della vita moderna che la Triennale riesamina per rinnovarli e perfezionarli. La mostra del libro Italiano antico di architettura sta a significare la fantasia degli artisti italiani.
La rassegna dell'antico pizzo italiano, esposto accanto alla sala del pizzo e del ricamo moderni, testimoniano il lavoro delle donne nella storia dell'arte italiana.
La produzione italiana si è ancora una volta rinnovata nel gusto e nella tecnica senza dimenticare il minimo mezzo e del costo.
I negozi di arte decorativa presentano una produzione di oggetti e di mobili dei quali le Triennali vantano la paternità.
La settima Triennale guida artisti e pubblico verso la conoscenza e l'amore dell'opera d'arte in sé, riaffermando il prestigio dell'arte italiana in tutti i settori, fedele a una missione di civiltà e bellezza, feconda d'utilità per il lavoro e di splendore per gli italiani.
La fama di cui gode la Triennale è testimoniata dalla partecipazione di nazioni estere come la Francia, la Germania, la Romania, l'Ungheria, la Svezia, la Svizzera. La Triennale le ospita e le saluta.

## Le Sezioni che componevano la VII Triennale
La mostra è topograficamente divisa in tre grandi settori: Palazzo dell'arte, Padiglione nel parco, Galleria laterale e nelle zone adiacenti al parco nord.
Nel palazzo sono raccolte: le sezioni straniere, la mostra internazionale del cinema, le mostre italiane dell'architettura, dei vetri, metalli e dell'artigianato e dell'arredamento.
Nel padiglione sono esposte: le mostre dell'arte sacra e le mostre temporanee.
Nella galleria laterale si susseguono: la mostra internazionale della produzione in serie, l'arredamento per nave da guerra, per quello alberghiero e per ufficio, la mostra del giardino e infine quella dell'arte grafica.

## Palazzo dell'arte: Piano terra

### Mostra delle vetrine
In questa sezione dedicata alle vetrine hanno partecipato le più disparate aziende, dalla Nestlé per i prodotti alimentare all'Olivetti per le macchina da scrivere. Nell'allestimento, caratterizzato da un'atmosfera eterogenea, lo scopo è quello di presentare un'idea ordinata di arte capace di valorizzare il prodotto nonostante la varietà di "articoli" dissociati tra loro. La mostra è infatti suddivisa in diversi scompartimenti, allestiti da artisti appartenenti ad ogni tipo di "arte" immaginabile (cibo, moda, scrittura, lettura...).

### Mostra del cinema
Nell'aprile del 1940 Comencini e Lattuada organizzano, nell'ambito della VII Triennale di Milano, la Mostra del cinema al Palazzo dell'arte al Parco, dove ideano e realizzano la rassegna Cinema retrospettivo, al cui interno furono proiettati film mai visti in Italia, come La grande illusione (1937) di Jean Renoir.
La mostra del cinema allestita nella Triennale di Milano del 1940, non ha precedenti per il suo particolare aspetto e per i suoi intenti polemici, né in Italia né all'estero. Questo allestimento, infatti, non si propone di rappresentare il fenomeno del cinema nei suoi aspetti tecnici ed estetici, non ha come intento quello di glorificare la novità del cinema stesso, bensì di analizzare la sua formazione, di cercare di individuare dalle sue origini fino all'anno della mostra, i movimenti che rispondono alle correnti storiche del XX secolo Così l'interesse non è volto tanto ai capolavori dello schermo o agli artisti più celebri, quanto alle caratteristiche generali della produzione osservata storicamente nella vita dei singoli paesi.
Per esporre al meglio il percorso storico del mondo del cinema, è stato necessario per gli organizzatori della mostra porre una netta distinzione tra il cinema americano e il cinema europeo: di quest'ultimo infatti si nota un continuo susseguirsi di tendenze e di esperienze diverse che sono conseguenza del fermento rivoluzionario, artistico e filosofico; mentre in quello americano si intuisce uno svolgimento rettilineo, costantemente preoccupato di scrutare, attraverso questa nuova forma di documentazione, l'attualità della vita quotidiana. In Europa il cinema, durante il primo periodo della propria storia non ha carattere né artistico né documentario ed è semplicemente un mezzo magico per creare nelle folle favolosi incantesimi. Le possibilità tecniche del cinema sono tali, infatti, da stimolare la fantasia: questo primo momento di vivace entusiasmo, che è dominato dalla figura di Georges Méliès, da veramente al cinema, quasi inconsapevolmente, opere di un indiscutibile valore poetico. Entrato poi nella fase riflessiva, il cinema è riconosciuto come un nuovo modo dell'arte e subisce quindi l'influenza dei letterati e degli artisti.
Opere esposte:
- Disegni per lanterne magiche, nonché forme di proiezione di immagini dipinte su vetro in una stanza buia, tramite una scatola chiusa contenente una candela, la cui luce è filtrata da un foro sul quale è applicata una lente. La lanterna magica è un fondamentale punto nella storia del cinema, in quanto si tratta del dispositivo del precinema più vicino allo spettacolo cinematografico vero e proprio.
- Collezione di bozzetti di scene che mette in piena luce l'importanza dell'apporto degli scenografi. Così, oltre alle rassegne del cinema italiano e dell'espressionismo tedesco e dell'avanguardia francese, la mostra ospita una importante documentazione dell'opera di Lazare Meerson, il grande scenografo russo che ha portato il cinema europeo al realismo poetico degli anni 40. Meerson fu il principale collaboratore di René Clair e Jacques Feyder. Egli contribuì a definire l'atmosfera del realismo poetico francese degli anni Trenta, influenzando un'intera generazione di scenografi, tra i quali Alexander Trauner e André Barsacq. La sua poetica si colloca agli antipodi dell'Espressionismo tedesco. I bozzetti esposti riguardano le seguenti opere cinematografiche: "The Schaks", "Fire Over England", "Le 14 Juillet", "Les Beaux Jours", "La Kermesse Héroique", "Knight Without Armour". La mostra retrospettiva dello scenografo Lazare Meerson è stata allestita grazie alla signora Mary Meerson che ha acconsentito al prestito dei disegni e dei bozzetti originali.
- Proiezione di film retrospettivi, tra i più interessanti, al fine di documentare la storia dell'arte cinematografica. In visione privata è stato presentato un film del 1932: La Chienne di Renoir. Il modo in cui è narrata la storia è innovativo, ed è questo uno degli aspetti che la mostra vuole mettere in evidenza: il modo di comunicare del cinema. La Chienne è uscito nei primi anni del "parlato" ma Renoir non si è fatto trascinare dall'evento, sfruttando invece il sonoro per creare dei bellissimi effetti. Oltre a La Chienne il Teatro della Triennale ha offerto agli amatori Tabù di Murnau, La grande illusione di Renoir, Il Vampiro di Dreyer, Entr'acte di Clair, L'angelo azzurro di Sternberg, Sinfonia Nuziale di Stroheim, Giovanna d'Arco di Ucicki, I Topi Grigi di Ghione, Sperduti nel buio di Mertoglio.
- Proiezione di Vent'anni di arte muta, un'antologia del cinema italiano dal 1904 al 1928 elaborata da Franco Mazzotti Biancinelli con la collaborazione di Emilio Scarpa. Da La Presa di Roma al Kif Tebbi di Camerini, vengono proiettati tratti dei principali film muti prodotti in Italia in quel periodo.

### Ristorante, mescita e servizi vari
Al piano terra, con la facciata principale verso il parco, si trovavano un ristorante e una mescita, gestite dai Fratelli Ferrario. In occasione della mostra, il soffitto a travi incrociate del ristorante sono stati decorati dal pittore Enzo Ciuti con motivi che ricordavano il cibo.
Inoltre, era presente un vestibolo decorato da vetrate incise da Ferruccio Morandini e dalle vasche per i pesci ad opera della ditta Wagner. Da questi due ambienti era possibile uscire nel parco davanti al Palazzo dell'Arte, mentre sulla destra sorgeva il Padiglione nel Parco, sede della "Mostra d'Arte Sacra e delle mostre temporanee organizzate dalla Triennale. Questa struttura era stata edificata dall'architetto Luciano Baldessari nel 1933, in occasione della Mostra della Stampa della V Triennale. Esso presentava dei bassorilievi ad opera di Mario Sironi e Leone Lodi, poste nell'incorniciatura che circondava la facciata principale. Fra gli alberi del parco sorgeva invece la statua lignea di una Madonna, scolpita da Ludwig Moroder e Rudolf Vallazza.

## Palazzo dell'Arte: Primo piano

### Sezioni estere

#### Sezione della Svizzera
Per la settima edizione della triennale lo spazio messo a disposizione della Svizzera era ridotto rispetto alla moltitudine di prodotti appartenenti a vari settori che potevano essere qui esposti. Si decise quindi di scegliere un tema principale che dovesse rappresentare al meglio l'industria e l'artigianato elvetico. La scelta cadde sull'Orologio che rappresenta l'industria più importante e antica della Svizzera, in un connubio di tradizione e tecnologia.
Importata a Ginevra nel XVI secolo dagli immigrati francesi si sviluppò nei centri di Le Locle e La Chaux-de-Fonds. Da non confondersi con l'arte l'orafa, l'industria dell'orologio racchiude in sé capacità tecniche, senso scientifico, precisione manuale e gusto artistico che ne fanno uno splendido prodotto da presentare in una mostra del design come la Triennale. Non a caso il motto scelto per questa sezione fu “Lavoro svizzero è lavoro di precisione”.
Sei sono le parti in cui si suddivide la sezione a seconda di come l'orologio viene impiegato: dal tempo libero allo sport, nel gioco, durante lo studio, a casa ecc. Gli allestimenti vengono preparati in modo da ricostruire l'ambiente in cui l'orologio viene utilizzato. Questo ha permesso di esporre piccoli oggetti che si possono trovare in ciascun ambiente: da prodotti dell'industria tessile a quelli della ceramica e del metallo.
L'esposizione viene suddivisa in due parti. La parte destra della sala viene occupata da un elemento quadrato, un graticcio che contiene al suo interno fotografie e vetrine di esposizione. Il tema esposto qui è quello della precisione. La parte sinistra è invece occupata da una struttura curva: la parete è curva e allungata, prima concava e poi convessa. Il tema è quello dei vari settori di utilizzo dell'orologio.

#### Sezione della Romania
Gran parte dell'esposizione è consacrata a prodotti artigianali che fanno dell'arte romena antica il risultato di una lunga tradizione. Molti degli oggetti che qui si trovano fanno parte della vita quotidiana di un normale contadino rumeno: troviamo tessuti e ricami, oggetti in ceramica e altri materiali. Le forme dell'arte rumena, i materiali e le tecniche tramandate costituiscono una fonte di ispirazione per gli artisti ma anche per gli architetti di oggi. Si è tentato di creare un vero e proprio stile che si ispirasse a queste produzioni tradizionali per la creazione di architetture, arredamento e spazi di interni. All'esposizione sono infatti presenti varie opere di artisti che si sono ispirate all'arte paesana: sculture in legno, mobili, oggetti in tessuto e in ceramica.

#### Sezione della Svezia
La presentazione della sezione svedese si limita ad un solo settore, quello dei cristalli incisi, da sempre riconosciuta come eccellenza del paese scandinavo.
Lungo le pareti laterali dell'allestimento, a circa mezzo metro d'altezza sono tese due reti di filo metallico delimitate da delle cornici di legno. Qui vengono esposti dei vasi che si trovano sopra a delle mensole di cristallo fissate alle reti. Altri vasi sono esposti su delle mensole di rete metallica stessa. Sospese al soffitto ci sono tre vetrine sempre di cristallo che contengono le collezioni di vasi d'arte studiate dagli artisti scandinavi Edward Hald, Vicke Lindstrand e Edvin Oehrstrom. La particolarità di questi vasi sta nel fatto da essere costituiti da due strati di cristallo, fatti combaciare e fusi tra loro, dopo però essere stati incisi e decorati. Ne risultano vasi con superfici esterne del tutto lisce ma con incisioni e colorazioni al loro interno.
Gli artisti che hanno collaborato agli altri pezzi esposti sono: Gate, Landberg e Palmqvist.

#### Sezione del protettorato della Boemia e della Moravia
L'allestimento di questa sezione è stato curato dall'architetto e professore Frantisek Troester. Vengono presentate qui alcune produzioni dell'arte della decorazione dei vetri, oggetti di vetro e metallo e alcuni schizzi e bozzetti per scenografie. Pur appartenendo alla tradizione dell'artigianato boemo questi oggetti sono stati esposti in un'atmosfera del tutto moderna e attuale. Nella sala è presente anche un dipinto dell'artista Karel Svolinsky destinato ad una vetrata del Duomo di San Vito a Praga.

#### Sezione dell'Ungheria
L'Ungheria, in occasione della settima Triennale, si distingue dalle altre nazioni: non espone oggetti appartenenti alle arti decorative ma bensì prodotti delle arti industriali ungheresi. La produzione si presenta nelle sue tendenze moderne e anche se a volte richiama oggetti della cultura popolare, questi non sono mai una palese imitazione folcloristica.
Nelle esposizioni sono presenti numerose sculture che raffigurano Santi e patroni nazionali, che testimoniano le radici cristiano-romaniche del popolo ungherese. La maggior parte di queste opere sacre non sono firmate da alcun artista ma bensì realizzate da anonimi. In particolare una testa bronzea del Reggente Harthy domina l'ingresso mentre una scultura lignea che raffigura la Madonna “Patrona Hungariae”, è posta in uno dei vani laterali che si diramano dalla sala centrale dell'allestimento.
Una buona porzione della Sezione è dedicata all'industria della ceramica, ritornata in luce dopo il periodo di influenza della Secessione Viennese che aveva oscurato questa arte. Tre artisti sono presenti: Geza Gorica, Stefano Gador e Margherita Kovacs. Gli oggetti di porcellana sono decorati in rilievo e colorati e raffigurano immagini sacre.
Presente anche una mostra delle produzioni dell'industria orafa ungherese. La maggior parte degli oggetti ha carattere liturgico, come il calice e il ciborio del Professor Antonio Megyer Meyer.
La parte dedicata all' arte scenica riproponeva delle scenografie di alcune opere teatrali che avevano qualche rapporto con L'Italia. La scenografia dell'opera “La Tragedia dell'uomo” è stata ideata da due giovani scultori: Desiderio Erdey e Ernesto Ialics.
Per la parte dell'arte grafica e scenografica l'Ungheria ha esposto alcuni volumi tipografici dell'Università di Budapest, il volume dedicato ai Monumenti storici dell'Ungheria e le xilografie di Paolo Molnàr.

#### Sezione della Francia
Il Comitato di organizzazione della Triennale ha trascurato qualsiasi tipo di allestimento e non sono quindi presenti alcun tipo di messa in scena. La sezione francese è quindi solo l'esposizione di alcuni oggetti ed opere. La sala principale ha un perimetro curvo e contiene al suo interno due tavoli di cristallo su cui sono posti alcuni oggetti e un divano grigio. Sul primo tavolo a fondo rosso si trovano alcuni oggetti in ebano di Alexandre Noll. Il secondo tavolo ha il fondo di colore blu e contiene altri oggetti in legno del medesimo autore.
Alle pareti sono invece esposti all' interno di vetrine dei tessuti, in particolare in seta ricamata e decorata a colori. Tra le vetrine, in tutto sei, sono collocate delle mensole di specchio che portano due piccoli obelischi creati dalla Manifattura di Sèvres.

#### Sezione della Germania
La Germania ha raccomandato ai proprio espositori per questa edizione, di rinunciare a novità eccentriche e polemiche, ma bensì di concentrarsi nella realizzazione di progetti ultimati, provati dall'esperienza e da un lungo percorso di sviluppo. La Germania punta a dei prodotti che pur essendo destinati all'uso pratico e quotidiano abbiano lo stesso una forma bella ed adeguata.
Perciò la Germania ha accolto per questa edizione l'iniziativa di esporre oggetti e prodotti dell'arte applicata, quali mobili e arredi. Il comitato del Deutsche Heimatwerk ha scelto mobili e arredi che non sono stati disegnati da nessun artista in particolare ma sono il frutto della lunga tradizione rurale che caratterizza ogni regione della Germania.
D'altra parte sono esposti anche mobili che appartengono ad una produzione più moderna e sviluppati per il vivere di tutti i giorni. I temi che stanno più a cuore ai progettisti tedeschi sono il lavoro, l'abitazione e la gioia della tavola.
Numerosi sono gli arredi progettati dal Dottor Hermann Gretsch, che è l'organizzatore e il curatore della stessa Sezione tedesca. Una camera da letto, una sala per ascoltare la musica e una sala da pranzo sono state ricostruite su disegni del professore e vedono al suo interno numerosi oggetti d'arredamento prodotti dell'industria tedesca. I settori presenti vanno dalla ceramica alla falegnameria, dall'industria tessile a quella dei metalli.

### Vestibolo e impluvium
Il vestibolo è decorato da quattro grandi statue dello scultore Fausto Melotti,che simboleggiano le arti plastiche: Architettura, Scultura, Pittura e Decorazione.
Dal Vestibolo e destra, si entra nell'Impluvium.
L'Impluvium è stato sistemato dall'arch. Renato Camus. Le maioliche, furono eseguite dal pittore Enrico Ciuti, dal reparto Derutanova, del Consorzio Italiano di Maioliche Artistiche di Perugia.
La vasca centrale quadrata ha una decorazione a maiolica raffigurante tre teste equine. Il cordolo che delimita la vasca aveva una decorazione orizzontale a piastrelle, il motivo raffigurato erano i balaustri. Il pavimento è in lastroni di beola disposti a opus incertum e sostituiti liberamente con lastre in maiolica colorata esibenti grandi insetti fantastici.
Uscendo dalla parte opposta all'ingresso, si accede al cortile. Dalla porta centinata nella parete di fondo si giunge alla mostra Internazionale dell'Architettura. Nella lunetta, sopra la porta d'ingresso, c'era una scultura di Fausto Melotti che rappresenta san Tommaso apostolo quale patrono degli architetti. Il passaggio lungo le pareti era costituito da otto pannelli a bassorilievo di Fausto Melotti. Essi alludono alle otto sezioni della mostra.

#### Mostra del libro italiano antico di architettura
L'esposizione intende riaffermare il primato della trattatistica architettonica che accompagna quella dell'architettura italiana.
La raccolta possiede poche opere data la difficoltà di asportare dai luoghi in cui sono custoditi codici e libri rari.
Ci sono trattati di architettura e di estetica architettonica, opere scritte di architetti, pochi libri di tecnica e alcuni di architettura militare. Si sono raccolte testi scritti che avessero affinità dal punto di vista creativo e stilistico.
La rassegna comincia con Vitruvio, nell'ultimo secolo dell'era antica, si ferma alla metà del XIX secolo.
Una bibliografia vasta e completa è stata comunque pubblicata, presso la casa Hoepli, da Agnoldomenico Pica, ordinatore della mostra.
Si ricorda la partecipazione della libreria antiquaria Hoepli che ha collaborato con l'ordinatore e ha organizzato il reparto vendite.

##### La galleria del Rinascimento
La galleria del Rinascimento, sulla parete inclinata, ha una composizione fotopittorica di Diego Santambrogio e Niccolò Segota che evoca gli elementi grafici della trattatistica italiana.
Alle pareti, sui lati lunghi, una serie di fotografie di pagine di codici e di volumi a stampa si propone di diffondere la conoscenza delle pagine dei volumi esposti. Nei telai figurano riproduzioni di Piero della Francesca, L.B. Alberti, Giuliano da Sangallo, il Filarete, il Vignola, Il Palladio, il Borromino, ecc. Nelle bacheche sono esposti codici, incunaboli e volumi di varie epoche.

## Palazzo dell'arte: Secondo piano

### Scalone e Vestibolo superiore
Dall'atrio del primo piano si sale verso il vestibolo superiore tramite lo scalone sistemato dall'arch. Giovanni Muzio e dall'ing. Bruno Negri.
Dallo scalone, per chi sale, è visibile la grande tempera di Filiberto Sbardella "Inno alla civiltà fascista" a cui hanno collaborato anche i pittori Anglesi, Bergozon, Maccaferri e Viriglio.
Nel Vestibolo superiore sono esposte opere d'arte rilevanti con cui la Triennale vuole accentuare il suo interesse per gli elementi decorativi. La decorazione attinge alla più alta forma di manifestazione artistica, quella che ha il compito di esprimere gli ideali, i sensi e la civiltà di un popolo.
Nel centro del vestibolo su un piedistallo in mattoni, accanto alla balaustra, c'è "La testa di Medusa", modellata da Lucio Fontana ed eseguita dalla ditta Giorgio Grapputo di Milano. Questa testa è rivestita di tessere musive nere e oro.
A destra, verso l'Aula Massima, su una paratia verticale, c'è un mosaico in marmo di Massimo Campigli eseguito da Padoan di Venezia.
Campigli tratta il tema mussoliniano della "pace con giustizia": mentre la figura della Pace protegge un alberello l'altra - la giustizia- spezza un frutto in parti uguali.
Di fronte all'opera di Campigli e simmetricamente rispetto al Vestibolo, c'è un secondo mosaico in vetro di Aldo Salvadori eseguito dall'Istituto d'Arte di Ravenna sotto la direzione del maestro Tuti.
Ai lati della finestra che guarda nell'Impluvium sono collocate due sculture acefale di Mario Raimondi; tra le due statue c'è una piccola scultura bronzea di Angelo Biancini raffigurante un cavaliere.
Ai lati della "Medusa" ci sono due vasi di Leono Fraquelli. Vicino al mosaico di Salvadori è collocata una grande coppa di Lucio Fontana di Milano.
Dal Vestibolo, attraversando la galleria dei vetri e dei metalli, si giunge nell'Aula Massima. 

### Aula Massima
Sistemazione dell' arch. Agnoldomenico Pica, 1939
L'aula massima è destinata alle cerimonie, ai raduni e ai congressi che si sono tenuti durante la VII Triennale.
Essa è, dopo il salone dell'Alessi in Palazzo Marino, l'ambiente di rappresentanza di Milano. L'aula è rivestita a riquadri di legno dorato, la trama è messa in risalto da listelli in legno rosso. Il pavimento è in marmo cipollino verde.
La parete di fondo è rivestita di marmo. La tribuna è protetta da una pensilina a sbalzo rivestita di mosaico d'oro.
L'arengo della tribuna è concepito come una cattedra che sporge verso il vaso della scala. Esso è in marmo grigio, il pluteo. Il marmo reca fasce orizzontali scolpite da Fausto Melotti.
A sfondo della tribuna un pannello intessuto di canapa rossa e viola, di filati d'oro, d'argento e d'acciaio realizzato dalla pittrice Anita Pittoni.
Nel pannello si ripete ritmicamente il motivo araldico dell'aquila imperiale. Sul soffitto si replica con la medesima immagine ingrandita. Di fronte alla tribuna si apre la loggia dei musici.
In basso si sviluppa una lunga fascia di marmo grigio in cui Melotti scolpisce gli stemmi della città, delle signorie e dei sestrieri storici di Milano. Superiormente si trovano gli stemmi di Porta Ticinese, Porta Vercellina, Porta Nuova, del comune, Porta Comasina, Porta Romana, Porta Orientale. Inferiormente si replica tre volte la croce del comune di Milano come stemma del libero comune, della repubblica Ambrosiana e del comune attuale. Fra le croci comunali si succedono gli stemmi dei Torriani, dei Visconti e degli Sforza.
Il rivestimento ligneo è stato fatto dalla ditta Giuseppe Carcano di Palazzolo Milanese, le parti in marmo dalla ditta Renato Camuzzi di Bergamo e il pannello di Anita Pittoni dal laboratorio artigiano triestino diretto dalla pittrice stessa.
Dall'aula massima si accede alla terrazza esterna e alla mescita. Essa è stata allestita dalla sezione del mobile dell'Istituto Superiore per le Industrie Artistiche di Monza <<Costanzo Ciano>>.

### Mostra del pizzo antico
Allestimento di Gabriele Mucchi (1899-2002).
La mostra del pizzo antico vuol richiamare l'attenzione del pubblico sopra un'industria artistica generalmente poco nota, ma la cui importanza fu nei secoli scorsi, dal Quattrocento all'Ottocento, assai rilevante. Si vuol ricordare l'origine tutta italiana di quest'arte, che dovette diffondersi presto in tutti i paesi d'Europa, particolarmente nelle Fiandre e in Francia, dove assurse a quella fastosità che era dettata dallo stile dell'epoca. Di tante varietà la mostra intende presentare una scelta che offra per ogni epoca e per ogni luogo un esemplare significativo. Il problema del poco spazio è stato ovviato dando alla mostra un carattere rotatorio cosicché il materiale esposto possa essere rinnovato continuamente. Per la raccolta del materiale si è ricorso a musei, chiese, enti ecclesiastici e alle collezioni private.
Compito di questa sezione è stato quello di esporre oggetti preziosi, di grande valore artistico e storico. I pizzi antichi sono inoltre delicatissimi e piccolissimi, da poter essere esaminati da vicino in un ambiente tranquillo e che li valorizzasse al massimo. Sono state rifiutate tutte le trovate esibizionistiche, cercando di dare un tono uniforme e classico all'ambiente, in modo da far risaltare il carattere nobile e prezioso delle cose esposte. Tutto l'allestimento è stato realizzato il legno. Il puttino di gesso dorato appeso al soffitto è opera di Jenny Wiegmann Mucchi, moglie di Gabriele..
Le vetrine esposte furono 28.
Così Mucchi, nell'autobiografia, descrive l'allestimento affidatogli:
"Immaginai una striscia di parete nera, formata da pannelli un po’ staccati dalla parete reale […]: ciò per far posto, dietro ad essi pannelli, a una serie di bacheche che si aprivano verso la sala e contenevano preziosissimi antichissimi pizzi, […] chiusi […] con una serie di potenti cristalli che correvano lungo tutta quella striscia di parete senza soluzione di continuità. La sala, alta, colorata di color blu-grigio scuro, era quasi al buio. Ma dalle bacheche […] scendeva […] una luce brillante. Sul soffitto avevo immaginato una nuvola di pizzi, finti […]. Erano falde di tarlatana fissate, in strati pendenti, al soffitto. Un angelo dorato – opera di Genni – sembrava volare dentro quella nuvola biancastra."

#### Mostra dei tessuti e dei ricami
La mostra dei tessuti e dei ricami, alla quale ha fatto da prefazione quella del pizzo antico comprende le sale: del LInificio e Canapificio Nazionale, della Ital-Viscosa, di Vittorio Ferrari e del Gonfalone, delle stolle di Croff, la sezione dei tessuti e quella dei merletti e dei ricami.

#### Sala del Linificio e Canapificio Nazionale
Il Linificio e Canapificio Nazionale presenta una breve mostra di sue produzioni. La sala è arredata come una semplice camera da lavoro. Sulle pareti sono esposti tessuti di canapa stampati su disegni di Carminati e Berzeviczy-Pallavicini e tessuti a tinta unita per arredamento; inoltre ci sono esempi di tappezzeria e di rivestimento di mobili.

#### Sala dell'Ital-Viscosa
La sala è concepita unicamente come sala espositiva infatti non vi è presente alcun tipo di ambientazione. Le stoffe esposte sono unicamente dell'Ital-viscosa.
Entrando dalla sala del Linificio e Canapificio si ha sulla sinistra un grande tendaggio composto da teli di stoffe per abbigliamento, davanti a ciò c'è un elemento composto da un vetro dipinto unito ad uno specchio curvo. Al centro vi è una nicchia da pavimento a soffitto con un pannello bianco e nero. Sulla parete di destra c'è un telaio di legno con delle stoffe.
Le stoffe sono inserite in dei telai staccati dal muro, che incorniciano perfettamente i particolari. La grande nicchia centrale è a sezione orizzontale più che semicircolare, la curva è ripresa in basso da un divano ricoperto di stoffa. Il divano si chiude con un tavolo tondo coperto da tessuti sul quale è riposta una lastra di cristallo unito ad esso.
Il soffitto è traforato da coni illuminati di varie dimensioni.

#### Sala di Vittorio Ferrari e del Gonfalone
Su una mensola di legno che percorre tutte le pareti, sono esposti i tessuti lavorati a mano. Questi tessuti italiani di gran pregio sono onorati da Vittorio Ferrari che ne sottolinea il primato nel tessuto di alta classe. La collezione comprende sia tessuti antichi, ma anche collezioni nuove. Nel centro della sala c'è un grande bancone che fa da vetrina per le stoffe, inoltre alcuni mobili sono stati ricoperti, come nell'allestimento precedente, con stoffe per dimostrare l'aderenza ad esse.
In questa sala è esposta un'opera eccezionale di ricamo, il Gonfalone dell'Ospedale Maggiore di Milano; l'ideazione di quest'opera è dovuta a Gio Ponti. Il Gonfalone rappresenta l'Annunciazione, immagine simbolica dell'ospedale; questa è ricamata a rilievo in oro su fondo di seta ed è ornata in perle. Sono inoltre ricamati a colori gli stemmi che costituiscono l'emblematica dell'Opera dell'Ospedale.

#### Sala delle stoffe di Croff
Questa sezione presenta un numero cospicuo di stoffe da arredamento, tende e tappeti. La sala è divisa in due parti: nella prima sono disposte su sostegni stoffe nuove di vari tipi; nella seconda figurano le applicazioni delle stoffe e dei tendaggi.
Davanti alla grande finestra c'è un tendaggio dimostrativo, composto di varie stoffe sia opache che trasparenti. Una parte della sala è tappezzata con raso bianco trapuntato, l'altra con una stoffa a grandi fiori. Su due pedane sono posizionati due mobili: uno, un mobile-mescita e scrivania coperto da una stoffa ricchissima, l'altro un divano rivestito di raso bianco, con zoccolo di cristallo trasparente bianco e viola ametista.

### Sezione dei merletti e dei ricami
Curata ta Emilia Kuster Rosselli. Tutti i lavori esposti sono stati creati per presentare alla VII Triennale le varie tecniche di ricamo nella loro espressione più moderna. La sala è stata per mostrare al pubblico in quanti modi possono venire esposti e di conseguenza apprezzati i merletti. Sono state create composizioni sotto campane di vetro, in nicchie a forma di strumenti musicali. Nell'atrio d'accesso è esposto un arazzo.
Davanti alla porta, che è nel mezzo della parete dipinta, che raffigura “le donne italiane al lavoro” è esposto lo stendardo dell'Università di Padova. I tre manichini indossano tre abbigliamenti femminili con applicazioni di trine e ricami:
- Il vestito da sposa
- Il vestito da sera
- La veste da camera

### Sezione dei tessuti
In questa sezione si sono raccolti i migliori prodotti che l'industria tessile italiana è in grado di offrire. Ogni stoffa è stata appositamente creata per la presentazione al pubblico della VII Triennale.
Gli artisti che hanno coadiuvato con i disegni sono: Enrico, Fabrizio Clerici; Piero Fornasetti.

### La Galleria dei vetri e dei metalli
Allestimento dell'Arch. Ignazio Gardella
L'ordinamento della mostra è stato fatto dall'architetto Ignazio Gardella e dal Comitato Esecutivo al quale è andata la scelta dei pezzi.
La prima parte della galleria è adiacente alla mostra delle ceramiche è riservato a Paolo Venini di Murano. Venini ha provveduto alla sistemazione dei suoi prodotti ed ha presentato anche dei pezzi d'eccezione.
La seconda parte della galleria è stata divisa in quattro spazi e la scenografia riguarda un'interpretazione fantastica di un canale veneziano da parte del pittore Bramante Buffoni.
In questi spazi ci sono i vetri di Seguso, Barovier, delle Cristallerie e Conterie, della Salir di Murano.
Ci sono dei pezzi più eccezionali di altri prodotti dalle società Alluminio S.A. e Lavorazione Leghe Leggere S.A., tra cui una scultura sospesa in anticorodal e un camino isolato circolare con una cappa conica in lastre di alluminio sbalzato; l'autrice è la scultrice Genni.
Sono esposti i grandi vasi di zama della Montecatini Piombo e Zinco, e gli smalti di De Poli di Padova, fra cui un pannello con mattonelle smaltate su progetto di Giò Ponti, che ha rappresentato un Arlecchino.
I tavoli su cui sono esposte le opere sono in abete leggermente cerato. La parete dove si aprono le finestre verso il parco, è ricoperta da un rivestimento in Arelle sul quale c'è un rampicante dipinto su zone di intonaco.
Il Velario è costituito da strisce di tela bianca, staccate le une dalle altre in modo che formino parabole in campate uguali. Hanno fornito gli oggetti esposti i seguenti artisti: Franco Albini, Gian Luigi Banfi, E. Barovier, Ludovico B. Belgiojoso, Luigi Caccia Dominioni, Ugo Carà, i fratelli Achille e Castiglioni, D. A. Corradi, Piero Fornasetti, Ignazio Gardella, Enrico Peressutti, Giò Ponti.
In una sezione a parte Luigi Fontana propone la collezione "Fontanarte".

### E.N.A.P.I.
Il pittore e architetto Giovanni Guerrini allestisce la mostra dell'E.N.A.P.I.
L'E.N.A.P.I è l'Ente Internazionale Artigianato e Piccole Industrie, che per la settima volta prende parte alla Triennale.
L'Ente nasce al fine di sostenere le piccole imprese locali e per promuovere la costituzione di cooperative di consumo e consorzi per l'acquisto di materie prime, produzione e vendita, elevando la produzione d'arte italiana. In questa rassegna infatti si pone particolare attenzione alla mano dell'artigiano, in quanto sono esposti tendaggi, merletti e mobili minuziosamente decorati, ricamati e intarsiati. Oltre a tutto questo sono utilizzati anche i materiali classici dell'artigiano come ceramica, cuoio, legno, vetro e paglia.
La mostra si trova all'interno di una galleria composta da 19 finestre coperte da altrettante tende, ricamate in bianco su pizzo bianco, mentre gli oggetti si trovano nelle 10 vetrine al centro della sala.

### Mostra delle cornici
Ordinamento e allestimento dell'arch. Renato G. Angeli
In questa sezione si è svolto l'interessante tema della cornice. Essa è considerata in funzione del quadro o comunque dell'opera incorniciata che rimane la protagonista.
L'incorniciatura è qui proposta in relazione all'oggetto da incorniciare e di forma e materia della cornice stessa.
Sono esposte cornici nuove come quella rhodoid o di sughero, vicine a cornici elastiche di legno intagliato e dorato e a qualche pezzo autentico.
A un criterio di selezione così ampio corrisponde una scelta altrettanto vasta degli oggetti da incorniciare in modo che alcuni di questi hanno fornito un buon motivo per qualche cornice di fantasia altrettanto eccezionale.
Le cornici esposte sono in: metallo, smalto, legno intagliato, legno dorato, pergamena, pelle, stoffa, filigrana, midollino, vetro, mosaico, cristallo, specchio, aste dorate, sughero, rhodoid ed altro; è presente anche una cornice luminosa.
Le opere incorniciate sono pitture e disegni dell'Ottocento, caricature, fotografie, ricami, curiosità, incisioni, stampe e smalti.
Sulla parete destra di chi entra si trovano dipinti che vanno dal XIII al XVIII secolo, con cornici intagliate.
Alla parete di fronte ci sono quadri della galleria Dedalo. Nella vetrina centrale sono presenti preziose cornici che custodiscono acqueforti, miniature e caricature. Nel soffitto figura un ingrandimento fotografico che allude alle tele incassate e incorniciate nei soffitti lignei cinquecenteschi come Palazzo Ducale a Venezia.
Alla parete centrale ci sono alcune cornici inedite tra cui una in cristalli che la isola dal resto della parete oppure creando luminosità per la cornice di una specchiera. Un'altra ha una sagoma libera e ottenuta nel modo più estroso.
Alla parte curva un pannello del pittore Enrico Ciuti. Dietro la curva un quadro isolato su cavalletto.
Alle altre pareti ci sono i quadri della galleria Barbaroux realizzati da venti pittori diversi. Esempi di incorniciature e completamento delle vetrine.
Si presenta una possibile soluzione nell'accostamento tra cornice e parete: un muro con stoffe e carte da parati fa da sfondo a cornici che con la loro collocazione inquadrano le varie posizioni di parete. Sulla parete che fiancheggia l'uscita è esposta una natura morta del pittore Enrico Ciuti.

### VII Triennale di Milano
Ordinamento del prof. Ferruccio Pasqui e dell'arch. Renato Camus.
Allestimento dell'arch. Renato Camus
L'esposizione attesta l'alto grado di efficienza e qualità delle scuole d'arte applicate attraverso le quali l'Italia prepara gli esecutori e i maestri d'arte. Essi sono una garanzia per il raffinamento della produzione.
La partecipazione delle Scuole d'Arte alla VII Triennale, voluta dal ministero dell'educazione nazionale e organizzata dalla direzione nazionale delle arti, intende dimostrare il concreto indirizzo professionale, al lavoro e alla produzione nazionale nel campo delle arti applicate.
Marino Lazzari, direttore generale delle arti, dichiarò: "Come lavoratore e produttore di valori, l'artista è chiamato a partecipare alla missione di civiltà che lo Stato esplica nel mondo. Rivalutando il Lavoro e riportando in ogni tipo di scuola d'arte l'esperienza artigiana si ubbidisce non solo a un principio teorico che vuole la tecnica adesiva alla necessità espressiva, ma si attua nella scuola una preparazione politica, dato che si abilita il giovane a una serietà di vita e di lavoro che è l'unica condizione di vita socialmente e politicamente utile".
Gli ulteriori sviluppi dell'azione educativa dello Stato, confermeranno la necessaria coincidenza della moralità di un serio operare con la qualità estetica della produzione d'arte.
Alla mostra partecipano i Regi Istituti e i Regi Istituti d'Arte italiani, l'Istituto Superiore per le Industrie Artistiche di Monza, la Scuola del libro dell'Umanitaria, gli Istituti di Ravenna e di Siena e la Scuola d'Arte di Tunisi.

#### Esempio di parete per una casa del Fascio
Presso la stessa area, è visibile una tempera di Filiberto Sbardella chiamata "Inno alla civiltà fascista", davanti alla porta è collocato un tavolo di scagliola eseguito da Felice Squassi su disegno di Piero Fornasetti.
Nella breve galleria sono collocate scaffalature di alluminio realizzate da Lips-Vago di Milano. La scaffalatura contiene volumi della casa editrice Ulrico Hoepli. Tra loro si ricorda la serie degli scritti e dei discorsi del Duce.

### Galleria dell'arredamento

#### Sala delle applicazioni del cuoio
Progetto dell'arch. Guido Frette in collaborazione del prof. Mario Del Fabbro

#### Ambiente di soggiorno per un collezionista
Progetto del pittore Enrico Ciuti

#### Sala da pranzo
Progetto dell'arch. Luigi Carlo Daneri

#### Cabina navale
Progetto dello studio d'architettura Stuard di Trieste.

#### Sala dell'antico nel moderno
Progetto e ordinamento dell'arch. Luigi M. Brunelli

#### Stanza da studio e soggiorno per un'attrice
Progetto dell'Arch. Enrico De Angeli

#### Soggiorno e sala da pranzo
Progetto degli architetti Maria Asnago e Claudio Vender

#### Stanza di soggiorno d una villa

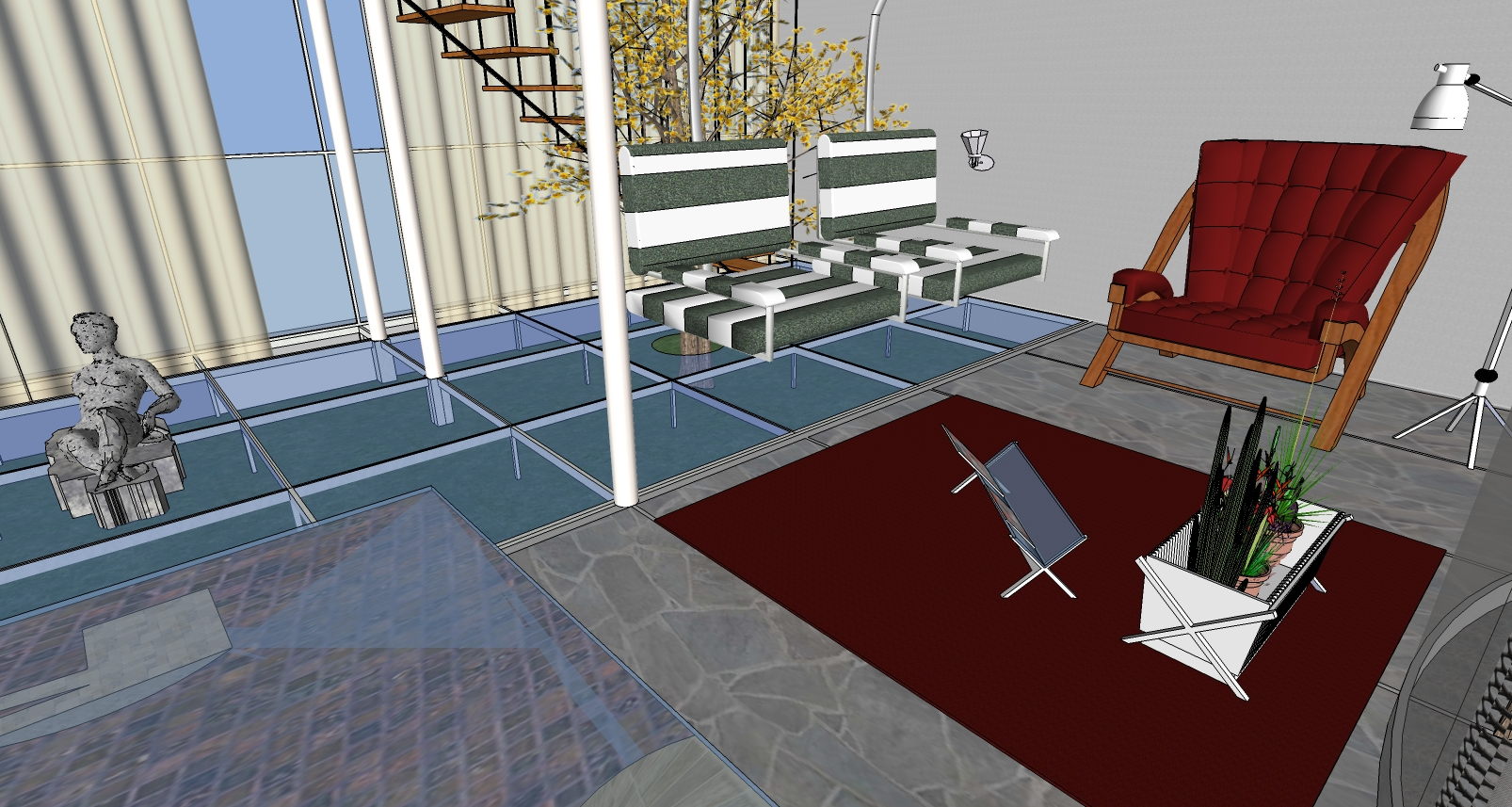
vista stanza

### Mostra dell'attrezzatura coloniale
Ordinamento e allestimento dell'arch. Carlo Enrico Rava
L'esposizione ha lo scopo di dimostrare l'alta qualità e l'efficienza delle forniture messe in campo dall'impero italiano per il viaggio verso i possedimenti in Africa. Tali mezzi avrebbero dovuto soddisfare ogni richiesta ed essere all'altezza della medesima produzione estera.
Questa sezione tiene conto di ciò che nella vita in colonia può servire. La mostra è rivolta verso un'esigenza di spostamento costante ma soprattutto il nomadismo è conseguenza della vastità degli spazi in africani.
Le realizzazioni dei progettisti si sono dirette verso l'attendamento piuttosto che l'arredamento di villini di funzionari residenti nelle città dell'impero.
Nella prima sala c'è un pavimento rialzato di maiolica azzurra con disegni bianchi e neri di Enrico Ciuti. Sulla parete a sinistra una composizione della pittrice Felicita Fray Lustig. Nella seconda sala, alla parete destra, composizione del pittore Fabio Mauro.
Le tinte dei tre ambienti sono giocate sul bianco e su zone verde-palma e giallo limone.
Gli oggetti esposti sono: mobili (es.: camera da letto smontabile di faesite decolorata e rovere sabbiato di G. G. Sichirollo), accessori di arredamento (es.: lanterna di rame dell'arch. Paolo Malchiodi), attrezzatura per la tavola (es.: caffettiera, due tazzine da caffè, una teiera, due tazze da tè in argento, una scatola per sigarette e due piatti di rame argentato dell'arch. Giovanni Pellegrini), attrezzature per il viaggio (es.: apparecchio radio-portatile dell'arch. Guido Frette) e attrezzatura per la caccia e la carovana (es.: selle e finimenti in cuoio della ditta Rejna di Milano).

### Mostra della Ceramica
Allestimento e ordinamento degli architetti Luigi Mattioni e Gian Luigi Reggio.
Nella mostra sono presenti solo opere di artigiani italiani. Nella scelta delle opere gli autori hanno seguito un criterio rappresentativo, in modo che lo spettatore potesse avere una visione quanto più possibile attuale e completa sulla produzione della ceramica nell'epoca di riferimento.
La maggior parte degli oggetti esposti, pur essendo artigianali, sono di normale produzione nelle varie industrie.
La mostra, che si svolge nell'ambiente 37, comprende la sezione della Richard-Ginori diretta da Gio Ponti, la sezione della Laveno con le ceramiche di Guido Andloviz, le mostre personali degli scultori-ceramisti Melandri e Morozzi, nonché le mostre rappresentative di altri 37 artisti.
Le ceramiche risultano disposte, in parte, su ripiani mobili di cristallo applicati mediante mensole di legno sporgenti dai fori della muratura, alle paretine di mattoni o transenne, poste lungo il lato maggiore della sala, di fronte all'ingresso.
Altre ceramiche sono collocate frontalmente, sulla parete rivestita di stuoie, rette da masselli di legno naturale, o racchiuse in cassette, aperte anteriormente e dipinte all'interno.
Alcuni tipi di piastrelle per rivestimenti sono applicate direttamente alle pareti o disposte su tavoli quadrati di legno o di mattoni imbiancati.
Due colori fondamentali fanno da cornice alla mostra: il bianco dei muretti di mattoni e il colore delle stuoie e dei legni; su tale chiarezza spiccano le iridescenze delle patine, dei colori e degli smalti.
Nella Sala della Ceramica sono anche esposte alcune sculture in pietra e in cotto di Lina Arpesani.
Dall'ultima saletta della Mostra della Ceramica si accede nel vestibolo superiore, dove al primo piano è ubicato l'ufficio postale (ambiente 38) mentre al pian terreno si trovano la Mostra delle Vetrine, la Mostra del Cinema, il ristorante, la mescita, il teatro e i vari servizi.

## Padiglione nel Parco

### Mostra d'Arte Sacra
Ordinatori e progettisti di questa mostra sono Ottavio Cabiati, Bruno Moretti e gli architetti Antonio Cassi Ramelli, Enrico Ratti e Luigi Brambilla.
Essi hanno operato secondo il principio di fare bene e onestamente, in modo da ritrovare la buona strada e raggiungere un'arte dignitosa.
L'esposizione era ornata del minimo indispensabile, in modo da rispondere alle effettive necessità del culto. Gli allestitori hanno cercato di risuscitare simboli sacri come le croci dipinte, hanno tentato di ridare onore a tecniche e materiali andati in disuso e nondimeno a restituire importanza agli oggetti più piccoli come medaglie, stampe ed immagini.
All'interno della mostra si possono ammirare diverse opere, come il grande crocefisso della Scuola dei Fabbri di Milano, quello di Dante Marozzi, Luigi Piazza e Vittorio Moroder, o ancora quello in legno colorato e patinato di Salvatore Saponaro.
Inoltre erano presenti vetrate su disegno, come “Sant'Eustachio” e “Deposizione della Croce” rispettivamente di Piero Monti e Luigi Brambilla e ancora degli altari, come quello di legno dipinto e decorato disegnato da Enrico Ratti o quello in marmo pregiato di Ottavio Cabiati.

## Galleria laterale

### Sezione del Giardino
Nella sezione del giardino del 1940 sono state mostrate le varie possibilità dell'arte dell'arredamento esterno scaturite da una collaborazione tra un architetto costruttore e arredatore e un architetto di giardini e paesaggi. Vengono dunque presentati alcuni esempi di verande e terrazze arredate (da Lio Carminati e Maurizio Tempestini) e due esempi di sistemazione di giardino. Il primo viene progettato dall'architetto Giordano Forti, che sistema un tratto di giardino nelle immediate vicinanze della residenza che si affaccia all'aperto. Del secondo invece si occupa il prof. Pietro Porcinai, progettando uno spazio limitato, una sorta di cortile chiuso da fabbricati, porticati e pergole. Per quanto riguarda l'ornamentazione, si è pensato di affiancare ad opere d'arte decorativa e produzioni artigiane di note industrie ceramiche, alcuni materiali poveri e lavorazioni di inconsueto utilizzo, che normalmente non troverebbero posto nelle esposizioni di arte decorativa. Questa sezione è stata suddivisa in tre zone, la prima comprende il passaggio coperto con le terrazze arredate, nella seconda zona è presente il giardino d'inverno con il giardino antistante, mentre nella terza zona si trova il giardino chiuso fra i pilastri, il porticato, la pergola e il ristorante ungherese in riva all'acqua.

#### Prima zona
Progetto del Prof. Maurizio Tempestini
Passaggio
La pavimentazione è costituita da ciottoli di fiume e lastroni di granito, realizzata dal Servizio Giardini del Comune di Milano. Il soffitto è rivestito con intonaco della S. A. Ital. Intonaci ("Terranova"), i due pilastri centrali sono rivestiti con quarzite della S. A. Quarzite, gli altri con intonaco "Terranova". La serra invece è stata messa in opera dalla ditta Fratelli Geppi di Donato. Il drappeggio di cinz della ditta Haas è stato realizzato da P. Bigoni. Le piante tropicali appartengono al R. Istituto Tecnico Agrario di Firenze. I mobili e gli accessori sono di "Casa e Giardino" S. A. di Milano. Infine la "bancarella del giardiniere" è della ditta Vincenzo Fustinoni di Milano.
Terrazza sul mare
Il pavimento di piastrelle ceramiche è della ditta D'Agostino di Salerno. Il soffitto, formato da un tendone di canapa del Linificio e Canapificio Nazionale, è eseguito dalla ditta P. Bigoni di Milano. L'arredamento è stato progettato su modelli di "Casa e Giardino" disegnati da Lio Carminati, la mescita da terrazza è della ditta Angelo De Baggis di Cantù, i riflettori sono della ditta Arteluce, i lavori da tappezziere sono stati realizzati da P. Bigoni di Milano e i tappeti di canapa sono della Scuola del Real Castello di Racconigi. Il giardino di mare è invece del floricultore Mario Beretta.
Terrazza di montagna
Il pavimento è in parte a lastroni di ardesia della ditta Biagini di Genova e nella pedana a elementi di cotto provenienti dalle Fornaci Chini di Firenze. Le pareti, rivestite di abete sabbiato, e i mobili sono della ditta Pecorini di Firenze. Il soffitto è rivestito con perline di larice. Gli alari e gli arnesi da camino sono della ditta Contri di Firenze. Il tappeto di canapa è della Scuola del R. Catello di Racconigi, anche il tendaggio è di canapa, ma del Linificio e Canapificio Nazionale, eseguito da P. Bigoni. I lumi sono di Contri di Firenze e di Arteluce di Milano. Il giardino di montagna è del floricoltore Guido Bo.
Terrazza di campagna
La pavimentazione all'interno è a pietre da selciato, mentre all'esterno di beola. Le pareti sono rivestite con elementi di cotto delle Fornaci Chini di Firenze, che si occupano anche della realizzazione della vasca. Il soffitto è rivestito con una stuoia. I mobili e il tappeto di betulla e rafia sono stati costruiti dalla ditta G. Pecorini di Firenze, i mobili all'esterno invece, di vimini e salice, sono di "Casa e Giardino" S. A. di Milano, il tendaggio di canapa stampata è del Linificio e Canapificio Nazionale, i lumi sono di Arteluce S. A. Il giardino di campagna (al lago) è della ditta Farina e Volpi.
Terrazza di città
La balaustra è costituita da elementi di cotto, il pavimento interno è di ceramica, quello esterno è a mosaico di cotto. Le pareti dei portafiori e la riquadratura del soffitto sono composte da tegole di ceramica della ditta Fornaci Chini di Firenze. Il soffitto è a intonaco "Terranova" mentre le pareti sono a intonaco "Terranova lucente". L'esecuzione dei mobili è affidata alla ditta G. Pecorini di Firenze, la persianina "veneziana" brevettata è di Berni di Firenze. Il tendone di olona rigata, eseguito da Bigoni, è del Linificio e Canapificio Nazionale. Gli accessori sono forniti da "Casa e Giardino" S. A. Milano. Il giardino di città è della Floricoltura Mancini. La realizzazione dei giardinetti e delle sistemazioni floreali della prima zona sono a cura della Sezione dell'Ortofrutticoltura, Consorzio Provinciale fra i produttori dell'agricoltura.

#### Seconda zona
Nella seconda zona viene sistemato un tratto di giardino adiacente ad una residenza che si affaccia all'aperto, progetto dell'architetto Giordano Forti. Le pavimentazioni intorno alla vasca e nel piazzaletto sono a lastre di marmo di Candoglia. Il pannello decorativo, caratterizzato da graffiti di vari colori, è degli allievi dell'Istituto d'Arte applicata all'Industria del Castello di Milano. Nella vasca "La gara interrotta" è posizionato un gruppo scultoreo, opera di Antonio Maiocchi, costituito da una sirena e un nuotatore. Il fondo della vasca è di cotto, i particolari decorativi sono sempre degli allievi del Castello. I diaframmi isolati sono costruiti con pomice della Liparpomice. I vasi e gli orci sono di Persico e Rebattini di Briosco e di Zaccagnini di Firenze. La messa in opera del giardino e delle sistemazioni floreali è stata eseguita dal Servizio Giardini del Comune di Milano.
Giardino d'inverno
Il progetto, sempre di Forti, presenta un pavimento di Litoceramica Piccinelli, di cui è rivestita anche una parete, un'altra è rivestita di cotto normale, mentre le altre con pietra a vista. Il soffitto è a stuoie, il pilastro è decorato con un mosaico di sassolini, realizzato dagli allievi della Scuola Superiore d'Arte Applicata all'industria del Castello. I mobili di ferro e corda sono stati pensati dall'architetto Luigi Vietti di Genova.

#### Terza zona
Nella terza zona è collocato il progetto del prof. Pietro Porcinai: la sistemazione di un tratto di giardino chiuso tra fabbricati. La pergola è caratterizzata da una pavimentazione di quarzite della S. A. Quarzite di Torino. Le composizioni decorative sono rappresentate da: un mosaico di marmo di Berzeviczi Pallavicini, eseguito dalla città di Milano; un graffito su lavagna di Sernesi, eseguito dalla ditta Zannoni di Recco; una panca e diverse fontanine di ceramica di Fantoni di Firenze e un affresco su eternit, eseguito da Aldo Ajò di Gubbio. Il portico, costituito da: tetto, banchina verniciata, controsoffittatura di stuoie, pilastri laterizi, muretti di pietra a secco, pavimentazione a pietre e mattoni, è stato realizzato dal "Servizio Giardini" del Comune di Milano. I vasi e gli orci di cotto e di ceramiche sono stati forniti da "Ceramica Zaccagnini" di Firenze, "Fornaci Persico e Rebattini" di Briosco, "Ceramiche Fantoni" di Firenze, "Terrecotte Impruneta" di Franco Pecchioli di Firenze, "Fornaci Chini" di Firenze e Fratelli Sannini.

### Mostra dell'apparecchio radio
Ordinamento e allestimento degli arch. Luigi Caccia Dominioni, Livio e Pier Giacomo Castiglioni
La mostra illustra le forme e le disposizioni molto più adatte e belle di quelle finora mostrate dall'industria radiofonica.
I mobili che contengono i telai radiofonici devono rispondere alla loro funzione di custodia della radio. Sono stati raccolti numerosi modelli che sono in grado di ottenere un'ottima riproduzione sonora e una efficace protezione degli organi radioelettrici dai danni della polvere e dall'eccessiva curiosità dell'utente.
Gli esempi mirano a raggiungere una forma tipica dell'apparecchio radio. Per ciascun apparecchio sono esposti graficamente i concetti acustici e le considerazioni riguarda la praticità e la comodità nella casa.
Si considera la disposizione della radio anche in appartamenti, camere, in mobili, ecc. Sono esposti anche apparecchi speciali, dal portatile ad alimentazione con piccole batterie di pile che funziona mentre il suo possessore si trova a passeggio, al grosso ricevitore di requisiti musicali. Anche con grafici e vecchi esemplari si è allestita una retrospettiva della radio nella casa.
La mostra è divisa in due sezioni: una dedicata agli apparecchi normali e l'altra agli apparecchi speciali e agli impianti radiofonici.
La prima sezione comprende apparecchi destinati alle case private i cui residenti abbiano interesse verso la sensibilità, la qualità musicale, il prezzo del radio-ricevitore. Sono apparecchi costruiti appositamente per la mostra e fuori dal commercio.
La seconda sezione comprende i radio amplificatori centralizzati per scuole e abitazioni, radio militari, ricevitori per professionisti e radioamatori e radio ad alimentazione autonoma. I presenti prodotti sono in commercio.
Le custodie degli apparecchi normali per le abitazioni sono costruiti per la Triennale dai disegni degli architetti ordinatori.
I telai contenuti nelle custodie sono nella maggior parte costruiti dalle ditte: Phonola, Magnadyne, Imca Radio, Irradio, Geloso, Watt Radio, Gallo Condor, Allocchio Bacchini.
Le ditte Attilio Scaltrini di Paderno Dugnano, Mario Gianninone, Faustino Odetti e Fratelli Zari di Milano hanno offerto opera e materiale; così pure le ditte Arosio e Scotti di Milano. Le due ditte hanno offerto modelli di custodie di pelle e tela.
Alle custodie esposte sono state eliminate, nei limiti possibili, le risonanze o microfonicità che si verificano tra altoparlanti e parte in alta frequenza.
A tale scopo i due elementi in tutti i modelli esposti sono in due custodie separate. Perciò tutti gli apparecchi normali sono divi si in due gruppi a seconda della potenza d'uscita: fino a 3 o 4 Watt con altoparlante e ricevitore in alta frequenza in una custodia unica.
Oltre i 3 o 4 Watt con altoparlante in una custodia e alta frequenza in un'altra.
Le due custodie sono separate tra loro in modo da poter dislocare i due elementi a notevole distanza l'uno dall'altro, in altri casi uniti in modo anti risonante.
Le disposizioni illustrate portano un cambiamento nella forme e nell'estetica del radio-ricevitore che assume un aspetto più tecnico e razionale, orientandosi verso uno stile proprio.
Un altro principio adottato è di portare l'altoparlante più in alto possibile in modo da avere la sorgente del suono prossima all'orecchio umano ed evitare che il suono arrivi per mezzo di riflessioni e rifrazioni.
Altri principi di comodità d'uso e nella manovra del radioricevitore sono stati sviluppati nelle custodie: manopole facilmente impugnabili a indice con indicazione dei comandi, migliore collocazione dei comandi a seconda dell'uso e della funzione, manopole protette dagli urti, arretrare e incassate su un unico pannello, ecc.
Tali accorgimenti rispondono a principi di sobrietà, razionalità e praticità che hanno avuto pieno sviluppo nella costruzione di questi prodotti tecnologici.

### Mostra dell'arte grafica
La mostra grafica alla VII Triennale vuol essere il bilancio di una polemica modernista e la documentazione aggiornata della tipografia italiana coerente con il gusto dell'epoca.
Ma si pone come obbiettivo quello di avvicinare il pubblico agli aspetti intimi della grafica: alle sue tecniche, alle fonti di una tipografia viva, agli artisti che hanno saputo tradurre in termini grafici il gusto moderno, e infine, a una pagina della tipografia e della editoria italiana: le edizioni a tiratura limitata. VII Triennale di Milano.
Per l'allestimento ambientale della Mostra grafica si è voluto raggiungere quell'atmosfera estetica che accomuna la tipografia viva alla tecnica più aggiornata delle mostre.
Si è arrivato alla fine alla ricerca di forme strutturali dove una plastica geometrica facesse partecipare l'architettura della mostra alle forme e ai ritmi espressi dal materiale esposto.
Per tale motivo sono state ignorate le pareti per stabilire tanti elementi quante sono le sezioni, dalla struttura più aderente, alla natura del materiale destinato a ciascuna sezione. In tal modo il salone si è popolato di forme vibranti, differenti tra loro ma tutte immerse in un'atmosfera comune in modo tale da esaltare i prodotti grafici e togliere ogni monotonia alla presentazione.
La mostra è stata suddivisa in sette sezioni:

#### Sezione prima
Allestimento e ordinamento di Luigi Veronesi.
Nella prima sono mostrate le tecniche grafiche dal manoscritto, o dallo schizzo, fino alla pagina stampata; è evidenziato il rapporto tra tipografia e gusto nelle varie epoche; e per quanto riguarda l'economia nazionale è spiegata l'importanza dell'industria della carta e della stampa.
a) La tecnica grafica e la sua efficienza industriale in Italia.
Sono illustrati in sintesi i principali procedimenti tecnici della grafica: tipografia, rotocalco, offset nelle loro successive lavorazioni. Il materiale esposto: caratteri, zincografie, negativi ritoccati, prove di stampa e di impaginazione, è completato da fotografie e scritte didascaliche, in modo tale da dare anche al più affrettato visitatore un'idea chiara delle tecniche grafiche.
L'efficienza dell'industria grafica in Italia è espressa da essenziali dati statistici.
b) La grafica nella coerenza del gusto.
Per introdurla è stata esposta una veloce panoramica di opere grafiche tipiche, dall'epoca dell'invenzione della stampa fino ai nostri giorni, poste in confronto ad altre contemporanee manifestazioni dell'arte e della vita: per documentare quella coerenza del gusto che conferisce unità storica a tutte le esposizioni dello spirito.

#### Sezione seconda
Allestimento di Bruno Munari.
Nella seconda vengono indicate le correnti plastiche (Futurismo, Surrealismo, Astrattismo) o le nuove tecniche (Fotografia d'oggi) dalle quali la grafica ne ha tratto ispirazione.
Le fonti del gusto moderno della grafica.
In questa sezione sono chiariti gli aspetti di una grafica coerente con i tempi attuali, in modo da avvicinare il pubblico alla comprensione delle sue migliori attuazioni.
Si evidenziano quindi i rapporti con le nuove espressioni artistiche (Futurismo, Surrealismo, Astrattismo) e le dirette derivazioni di costruzioni grafiche dalle manifestazioni più tipiche di quelle tendenze artistiche.
Nella terza e quarta, è esposta la produzione di propaganda migliore del periodo dal 1933 al 1940.
La scelta della prima data sta nel fatto l'ultima manifestazione grafica alla Triennale è appunto del 1933, e soprattutto perché in quell'anno la frattura fra tipografia di tendenze classiche e tipografia attuale, diventò netta.

#### Sezione terza
Ordinamento di Guido Modiano.
La produzione esemplare del periodo 1933/1939.
In questa sezione è esposta la produzione esemplare del periodo 1933/1939, ovvero, posteriore all'ultima manifestazione grafica della Triennale: la Mostra della Stampa della V Triennale 1933.
Si intende presentare quella parte della produzione che nel carattere complesso, per impaginazione e per massa di materiale, stabilisce la realtà della grafica d'oggi.
Il materiale è stato diviso in categorie: gli opuscoli tipici di gusto moderno; la produzione dal contenuto politico o sociale; il ripiegabile, prodotto grafico caratteristico d'oggi; i cataloghi tecnici; la produzione minore (copertine, piccoli stampati, etichette e cancelleria); saggi di stampe policrome e in particolare della nuova conquista tecnica: le riproduzioni a colori naturali.

#### Sezione quarta
La propaganda di massa.
In questa sezione sono raccolte le attuazioni grafiche destinate alla propaganda di massa. Tale caratteristica impone espressioni diverse da quelle richieste negli stampati di più complessa elaborazione.
Il materiale è ordinato nelle due fondamentali categorie:
- il manifesto murale, in cui la grafica si avvale delle espressioni pittoriche moderne.
- l'annuncio pubblicitario sui quotidiani e sulle riviste.

#### Sezione quinta
Dalla presentazione quasi anonima della produzione trae spunto la quinta sezione, in cui è sottolineato l'apporto che tipografia d'avanguardia e artisti figurativi hanno dato a una produzione coerente con il gusto delle altre arti.
Gli artisti grafici moderni più significativi.
Qui si sono riunite alcune "personali" di tecnici o artisti grafici italiani che hanno operato nel periodo tra il 1933-39 secondo la direzione documentata dalla sezione 3.
Una di esse è dedicata a Edoardo Persico, l'esposizione delle opere scelte sottolineano l'orientamento verso il gusto nuovo, sono esposte: un marchio; una busta; pagine pubblicitarie; esempi di impaginazioni di rivista; un volumetto stampato su celluloide; tre documenti fotografici di grafica applicata all'architettura in una mostra; una costruzione pubblicitaria in un negozio.
Nelle altre personali sono rappresentati:
- Raffaello Bertieri, espone una dimostrazione delle attività essenziali di un tipografo "completo", le quattro facce dell'elemento riservatogli sono dedicate alle seguenti sintesi: produzione al servizio della propaganda; produzione del libro d'arte; studi per nuovi caratteri; della sua opera di pubblicista tecnico.
- Renzo Bianchi espone alcune impaginazioni di opuscoli politici.
- Bramante Bruffoni espone progetti di manifesti inediti.
- Erberto Carboni espone delle "fantasie grafiche", ovvero sovrapposizioni e accostamenti impensati che avvengono nei fogli di accostamenti di macchina quando su scarti di tirature precedenti si inizia la tiratura di colori successivi.
- Ezio D'Errico espone lavori diversi come collage e riproduzione dei suoi quadri astratti.
- Dradi - Rossi espongono un progetto di cartello, una pagina e un pieghevole pubblicitari.
- Guido Modiano espone la prima attuazione dello schema "due pagine in una", copie della prima rivista grafica moderna italiana, proposte di stampe e riviste grafiche.
- Bruno Munari espone delle "fantasie grafiche".
- Remo Muratore espone alcuni tipici lavori grafici.
- Marcello Nizzoli espone una bozza per manifesto, due bozzetti per copertine e uno schizzo per manifesto.
- RICAS (Riccardo Castagneti) espone un bozzetto di copertina, una tavola per annuncio a colori, una tavola per pagina di rivista, una documentazione della genesi di un bozzetto e la realizzazione dello stesso.
- Luigi Veronesi espone progetti per un manifesto, un campionario di caratteri, una copertina pubblicitaria, una pagina pubblicitaria.

#### Sezione sesta
Ordinamento di Ezio D'Errico.
La sesta sezione espone pagine e copertine di riviste, esempi in cui la nuova tipografia ha avuto la possibilità di affermarsi, da un punto di vista sia cronologico che quantitativo.
La rivista.
Questa sezione è dedicata alla rivista, espressione significativa fra le manifestazioni della stampa moderna, come attuazioni di forme grafiche e come esemplificazione dell'universalità e dell'importanza dello stampato.

#### Sezione settima
Ordinamento di Raffaello Bertieri.
Nella settima sezione è raccolta la produzione editoriale di eccezione dove, cioè, il tipografo ha la possibilità di forme elaborate e curate. Tuttavia non sono stati dimenticati quei prodotti della editoria normale, i quali vantino pregi di decoro e di studio.
La Editoria nel ventennio della Vittoria.
a) L'editoria eccezionale.
Qui viene esposta una scelta di libri d'arte e una di edizione a copie limitate.
A questa serie di libri eccezionali è stata accostata una breve mostra della rilegatura per amatore, con pezzi espressamente eseguiti per la Mostra Grafica.
b) L'editoria normale.
Sono esposti alcuni tra i più importanti volumi di edizione dal prezzo corrente ma di nobile fattura.